# Corscombe
Corscombe est une paroisse civile et un village du Dorset, en Angleterre.